# Sault Ste. Marie (Ontário)
Sault Ste. Marie o em português: Salto da Santa Maria é uma cidade localizada na província canadense de Ontário. A sua área é de 715 km², sua população é de 80 031 habitantes, e sua densidade populacional é de 111,93 hab/km² (segundo o censo canadense de 2018). A cidade foi fundada em 1683, e incorporada em 1887. Não confundir com a cidade estadunidense de Sault Ste. Marie, Michigan, na margem oposta do Rio St. Marys. Localiza-se a 192 metros acima do nível do mar.